# Mietvilla Anton-Graff-Straße 28
Mietvilla Anton-Graff-Straße 28 (čes. Mietvilla - nájemní vila) je památkově chráněnou secesní vilou v Drážďanské městské části Striesen a byla postavena v roce 1905 pro architekta a stavitele Carla Gustava Baumgätela.

## Popis
Mietvilla Anton-Graff-Straße 28 je tříposchoďová omítaná samostatně stojící budova s pískovcovým obložením. Fasáda je rozvržena asymetricky a ozdobena prvky ustupující secese. Pozoruhodný je také portál s ozdobami a stříškami v pozdně secesním stylu.